# Nephrotoma edwardsaria
Nephrotoma edwardsaria is een tweevleugelige uit de familie langpootmuggen (Tipulidae). De soort komt voor in het Afrotropisch gebied.